# Kohen (Familienname)
Kohen ist ein jüdischer Familienname. Zu Herkunft und Bedeutung siehe Cohen.

## Namensträger
- Alexander Suslin ha-Kohen (vor 1293–vor 1349), deutscher Talmudist
- Azra Kohen (* 1979), türkische Autorin bzw. Schriftstellerin
- Jitzchak Kohen (* 1951), israelischer Politiker
- Linda Kohen (Linda Olivetti Colombo; * 1924), uruguayische Künstlerin
- Marcelo Kohen (* 1957), argentinischer Jurist
- Muriel Berset Kohen (* 1965), Schweizer Diplomatin
- Rafael ben Jekutiel Süsskind Kohen (1722–1803), livländischer Rabbiner
- Salomon Jacob Kohen (1772–1845), deutscher jüdischer Hebraist, Lehrer, Schriftsteller und Bibelübersetzer, siehe Salomon Jacob Cohen
- Sidonie Kohen (1830–1900), österreichische Frauenrechtlerin
- Tobias Kohen (1652–1729), deutsch-polnischer Arzt und Schriftsteller